# Torymus longicauda
Torymus longicauda är en stekelart som först beskrevs av Léon Abel Provancher 1883.  Torymus longicauda ingår i släktet Torymus och familjen gallglanssteklar. Inga underarter finns listade i Catalogue of Life.